# Jean-François Arrigoni Neri
Pour les articles homonymes, voir Arrigoni et Neri.
Jean-François Arrigoni Neri, né à Paris le 28 mars 1937 et mort à Créteil le 23 novembre 2014, est un peintre, illustrateur, graveur et lithographe français.

## Biographie
En 1951, à 14 ans, Jean-François Arrigoni Neri entre à l'École Estienne d'où il sort en 1955 avec le prix Cortot de gravure. Après avoir travaillé dix ans comme graveur (notamment chez l'imprimerie Draeger), il devient illustrateur pour différents studios de création publicitaire parisiens (La Sodel, Studio Gérard, etc.). En 1963 à Ivry-sur-Seine, à l'occasion d'une des toutes premières expositions à laquelle il participe, la direction nationale des Beaux-Arts de Paris lui achète une toile (marine, représentant le port de Lorient).
En 1969, il exerce en tant qu'illustrateur indépendant. Il réalise alors durant plus de vingt ans des campagnes publicitaires pour des marques françaises ou de grands évènements sportifs. C'est dans un style réaliste (proche du grand affichiste américain Norman Rockwell, sa référence) ou très enlevé et coloré, que ses illustrations sont publiées et affichées en France.
Le monde de l'édition fait appel à lui pour l'illustration de couvertures de livres : Folio (Le Sac et la Cendre d'Henry Troyat en 1974, Un taxi mauve de Michel Déon en 1979), Larousse (2000 ans d'histoire de France en 1979), Gallimard (Courrier sud et Vol de nuit de Saint-Exupéry en 1979), Hachette (Les Enfants de la mer d'Henri Queffélec 1980, J'ai lu (Tie-Break d'Ilie Năstase en 1986), Flammarion ("André Citroën" de Jacques Wolgensinger-1991), Robert Laffont (trilogie des De Gaulle de Max Gallo en 1998), XO éditions (L'or sous la neige de Nicolas Vanier en 2004), notamment.
Dans le milieu des années 1980, il abandonne son métier d'illustrateur pour se consacrer entièrement à la peinture et réalise des portraits, natures mortes, marines et paysages, toiles sur le thème du jazz ou du sport et plus particulièrement sur l'Orient, il est à ce titre cité parmi les peintres orientalistes français.
En 2010, il illustre, en dessins, peintures et lithographies, 52 chansons de son ami disparu, Claude Nougaro, dans un ouvrage de bibliophilie Le Jazz et la Java (Les Heures Claires), exposé notamment au Musée de la Ville de Saint-Maur-des-Fossés. En 2012, il réalise pour La Poste le timbre « Sports » présenté au Salon planète timbre 2012
Du 20 mars au 12 avril 2014, La Vivienne Art Galerie (dirigée par Pierre Guimbard) organise sa dernière exposition personnelle intitulée "Le dernier des orientalistes", c'est dans cette même galerie qu'une rétrospective lui est rendue du 5 au 14 avril 2018.

## Distinctions
- 1955 : Prix Cortot de gravure – École Estienne
- 1983 : Marker d’Argent pour la meilleure illustration publicitaire de l’année (prix organisé par Christian Blachas et le magazine Stratégies)
- 1986 : Grand Prix de l'illustration de Chamonix (Festival d'automobiles international)[3]
- 1988 : 1er Prix de France des Arts Plastiques

## Musées
- 1983 : Musée du tennis à Roland Garros
- 1983 : Musée de la Poste - Paris : Affiche sur le champagne de Castellane
- 1988 : La Ville de Saint-Maur-des-Fossés
- 1999 : Le Vatican - Rome don par l'artiste du Portrait de la Vierge
- 2000 : Sacré parmi les affichistes du XXe siècle par le Centre municipal de l'affiche à Toulouse
- 2019 : Acquisition de deux toiles par le Musée National de la Gendarmerie
- 2021 : Ses créations publicitaires entrent dans les collections du Musée des Arts Décoratifs : Publication sur le site du Musée des Arts Décoratifs

## Création d'affiches
- 1969 : campagne pour les lingeries Barbara ; articles de luxe Hermès- sellerie, bottes, cravaches
- 1978 : campagne du cinquantenaire de Roland-Garros
- 1979 : le joueur de golf des parfums Vétiver[4] de Guerlain
- 1981 : les Croisières Paquet
- 1982 : affiche pour la Fédération de football américain, affiche pour la finale de la Coupe Davis
- 1983 : campagne d'affichage pour les Magasins réunis
- 1984 : affiche du Grand Prix de France moto
- 1985 : plaquette sur les rallyes automobiles pour Citroën, affiche des Vingt-Quatre Heures du Mans moto
- 1986 : Tour de France à la voile, Renault, Otis, Berliet, vins des Corbières…

## Principales expositions (1975 - 2018)
- Paris : Vivienne Art Galerie - Centre Culturel Égyptien - Salon de la Marine - Musée des Invalides Hommage à Jacques Faizant - Institut de France - Académie des Beaux-Arts : concours Paul-Louis Weiller-Couvent des Cordeliers « L’Art et le Tennis » sélectionné par le Comité International Olympique la Fédération Française de Tennis et le Ministère de la Culture pour le centenaire du tennis - Méridien Etoile, exposition personnelle sur le jazz et remise de son portrait au violoniste Stéphane Grappelli-Musée de la Poste-Figuration critique au Grand Palais
- St-Gilles Croix de Vie : exposition personnelle festival de jazz
- Le Guilvinec : Abri du Marin, Rétrospective
- Dubai : Sharjah (E.A.U.) - Art Museum
- Marciac : festival Jazz in Marciac
- New-York : ArtExpo
- Condé-sur-Noireau : Exposition et hommage de la Ville
- Roanne : « Maison des Remparts » 8e festival des Arts de la table/natures mortes
- New Jersey : European Art Masters – Salon de Prestige
- New York : Cork Gallery Lincoln Center – Salon de prestige
- Principauté d'Andorre : El cim de l’art
- Tokyo : Idébukuro mitsukoshi - Shinjuku mitsukoshi
- Londres : City of London exhibition Barbican Marc Dilleman Fine Arts
- Barcelone : (Sélection Française Jeux Olympiques ) « L’Art et le Sport »
- Monaco : exposition personnelle sur le thème : la formule 1
- Lausanne : Festival de jazz de Montreux, exposition Galerie « Valsyra »
- Düsseldorf : Tandem exposition de groupe
- Franckfort : Arte exposition de groupe
- Grenoble : « Les peintres et le tennis », exposition lors de la Coupe Davis